# 해넘이

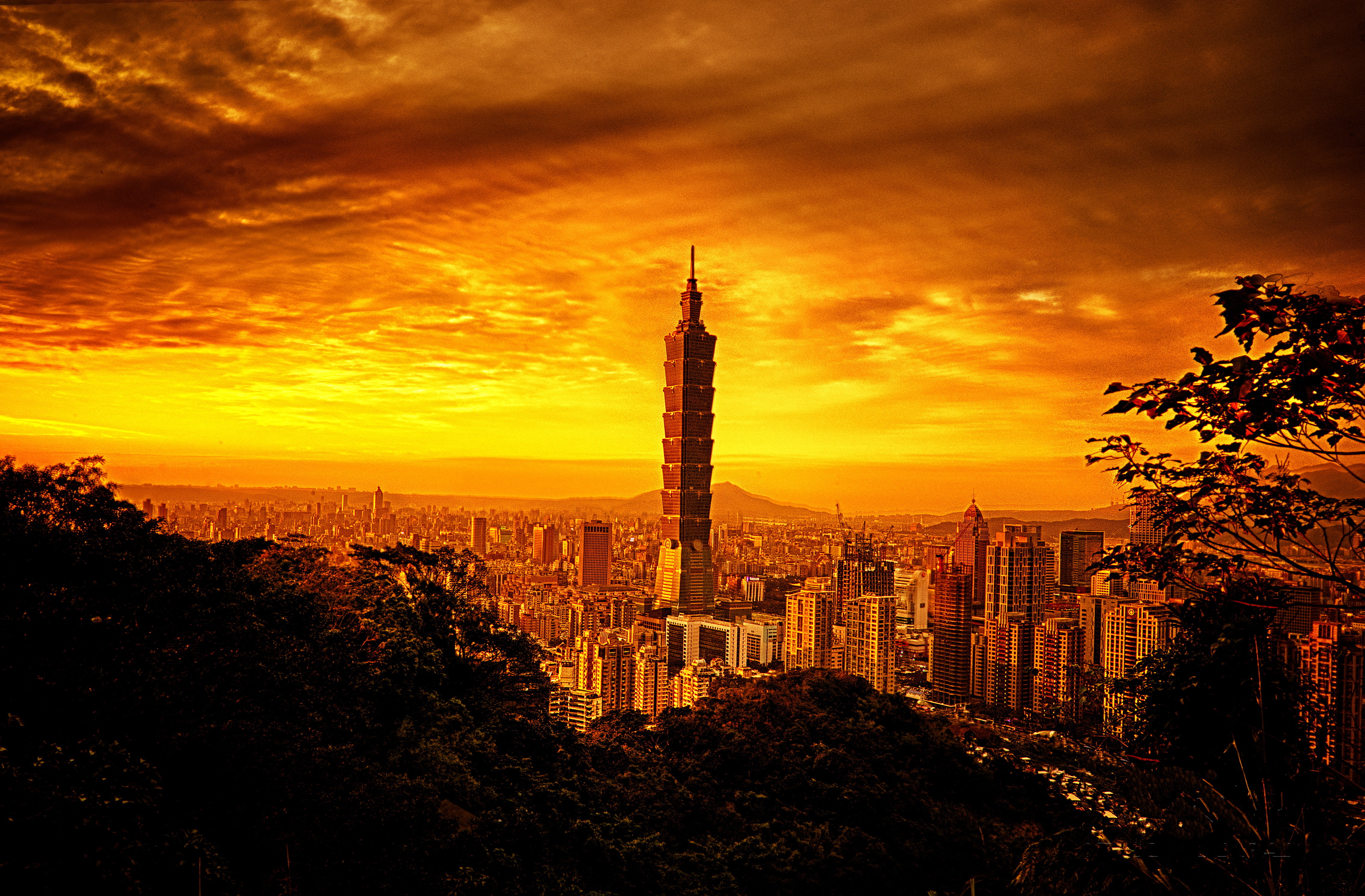
대만 타이베이의 일몰보기.

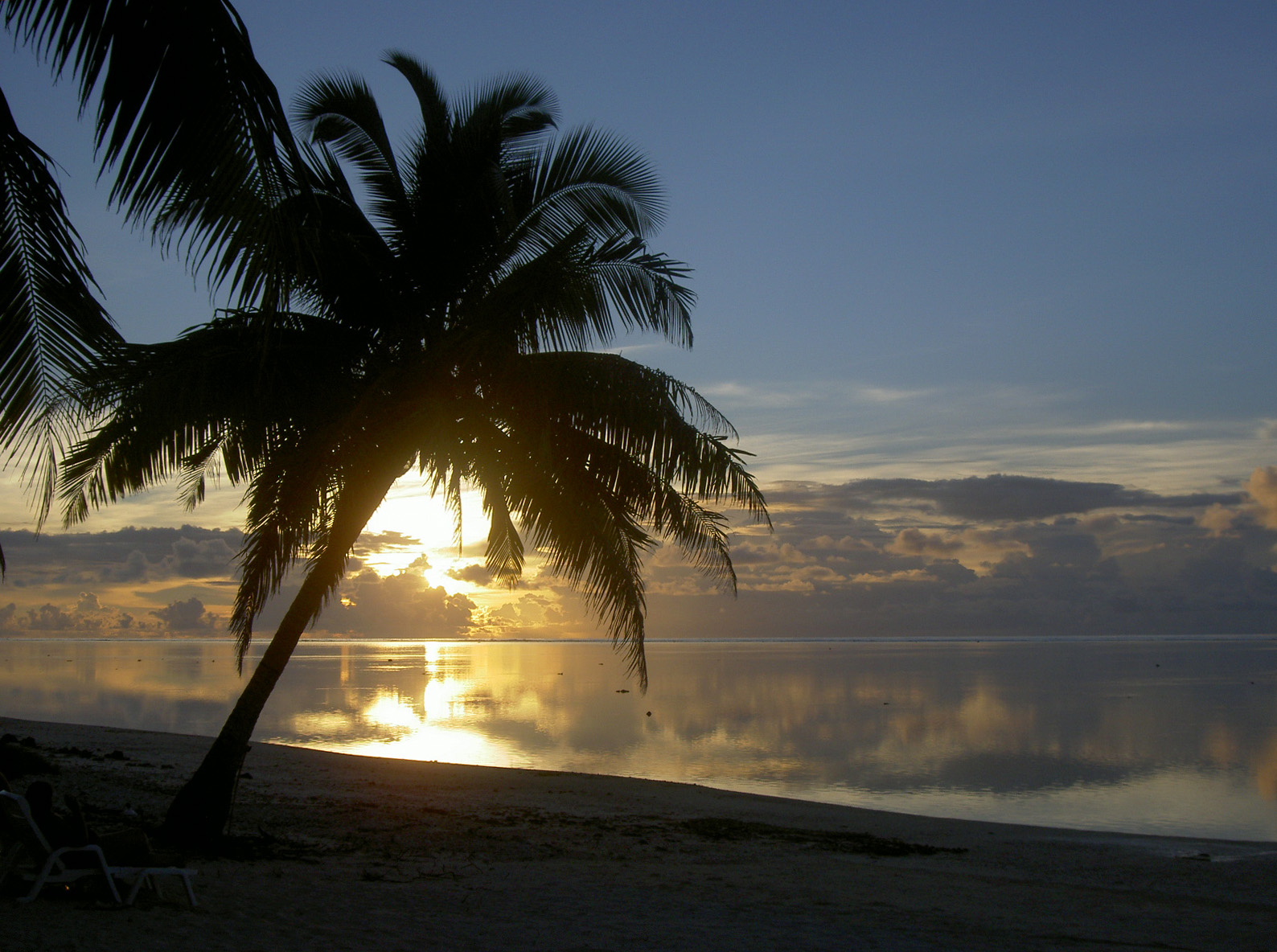
쿡 제도의 일몰.

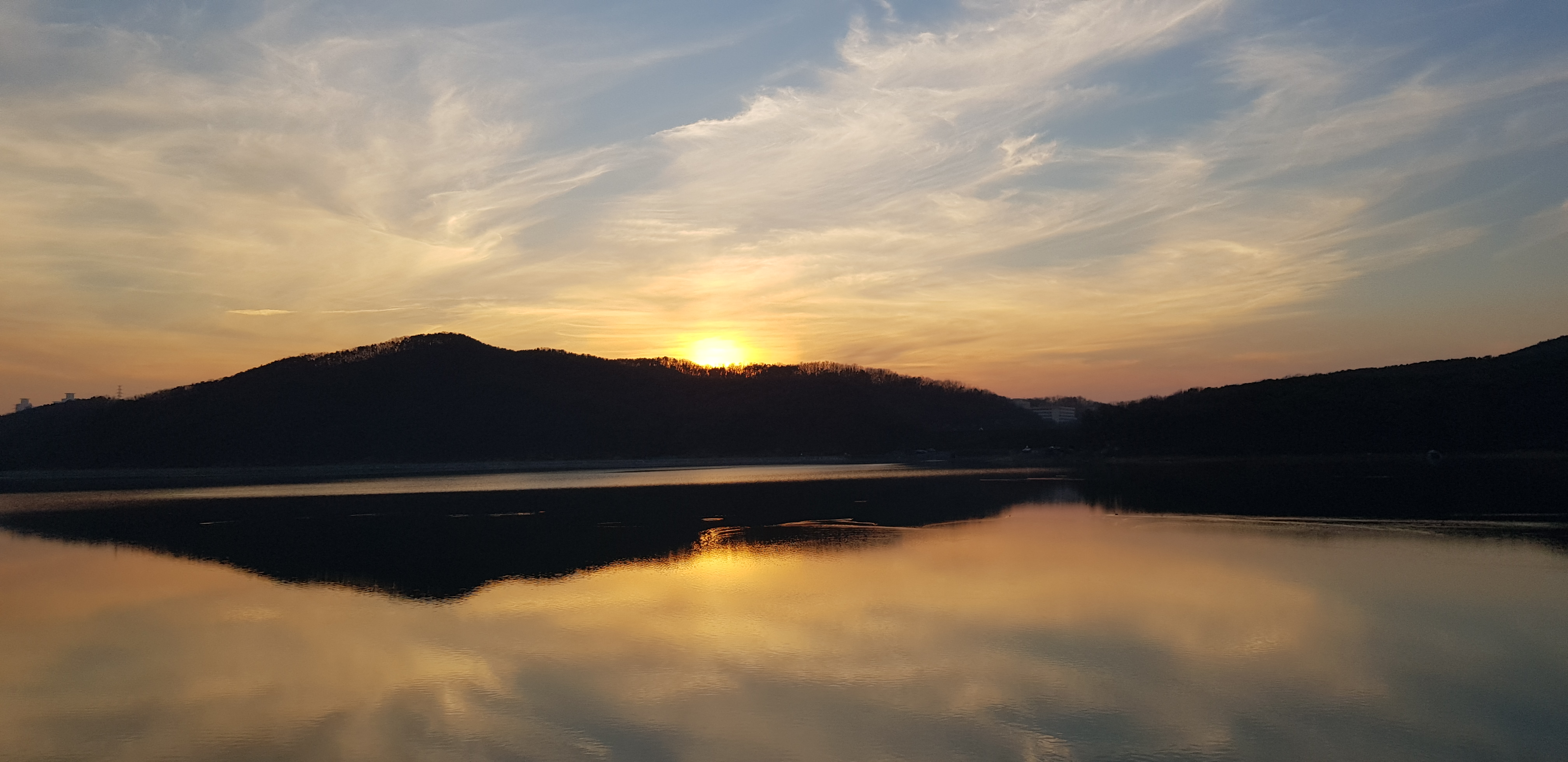
석양 용인시 기흥저수지 2018년 12월 1일

해넘이 또는 일몰(日沒)은 저녁에 해의 밑부분이 지평선에 접하는 순간부터 점차 사라지는 것을 말하는 것이다. 반대로 태양이 떠오르는 것을 해돋이 또는 일출이라고 한다. 해돋이와 해넘이의 시각은 계절에 따라 변하며, 저녁에 태양의 밑부분이 지평선에 접해서 사라지는 순간 지구를 둘러싼 대기의 밀도로 인하여 태양광선은 대기를 통과할 때에 굴절되어 보인다.

## 해넘이의 사진

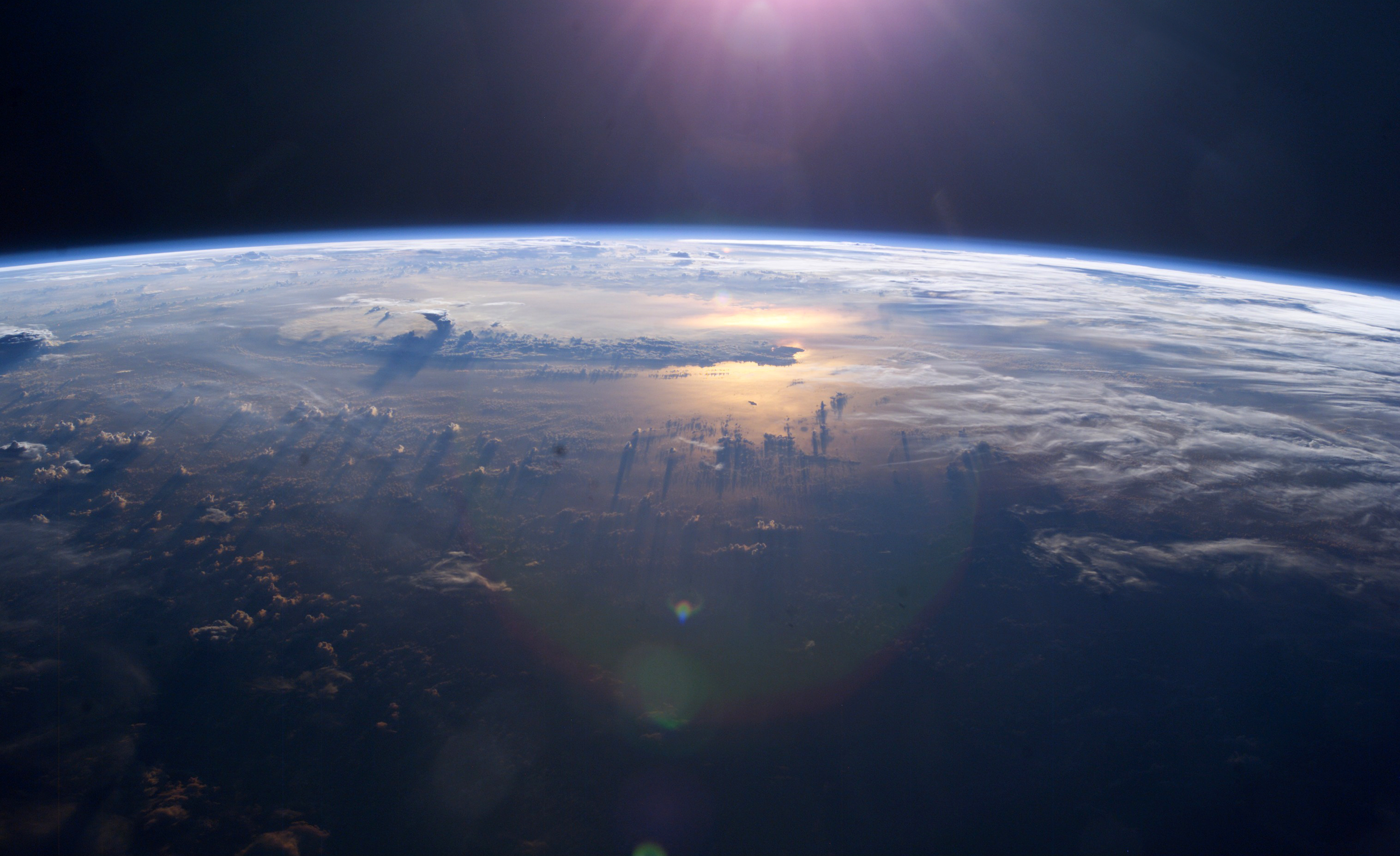
국제 우주 정거장이 찍은 태평양 너머의 해넘이 (적란운이 보인다)
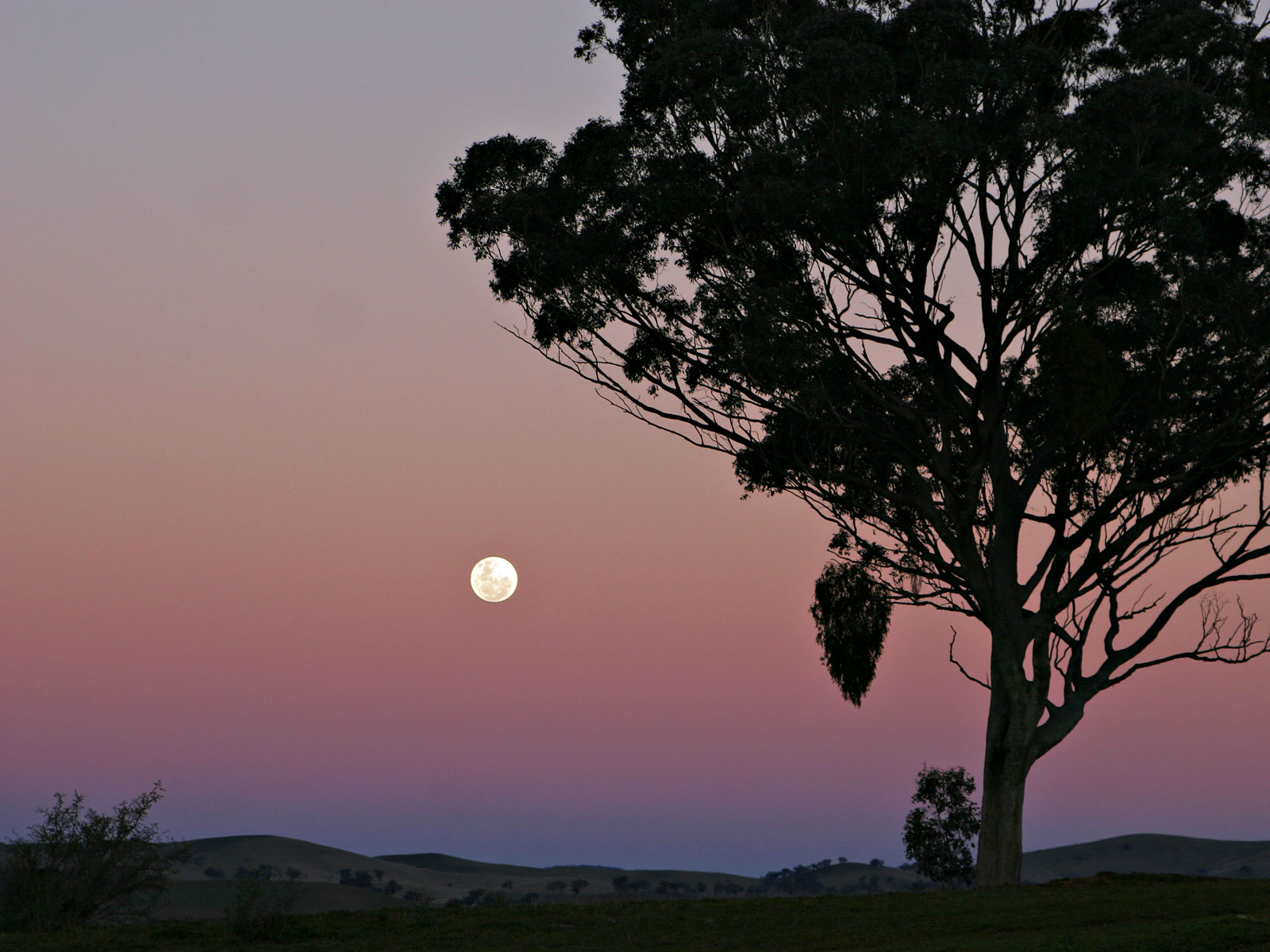
"Belt of Venus"
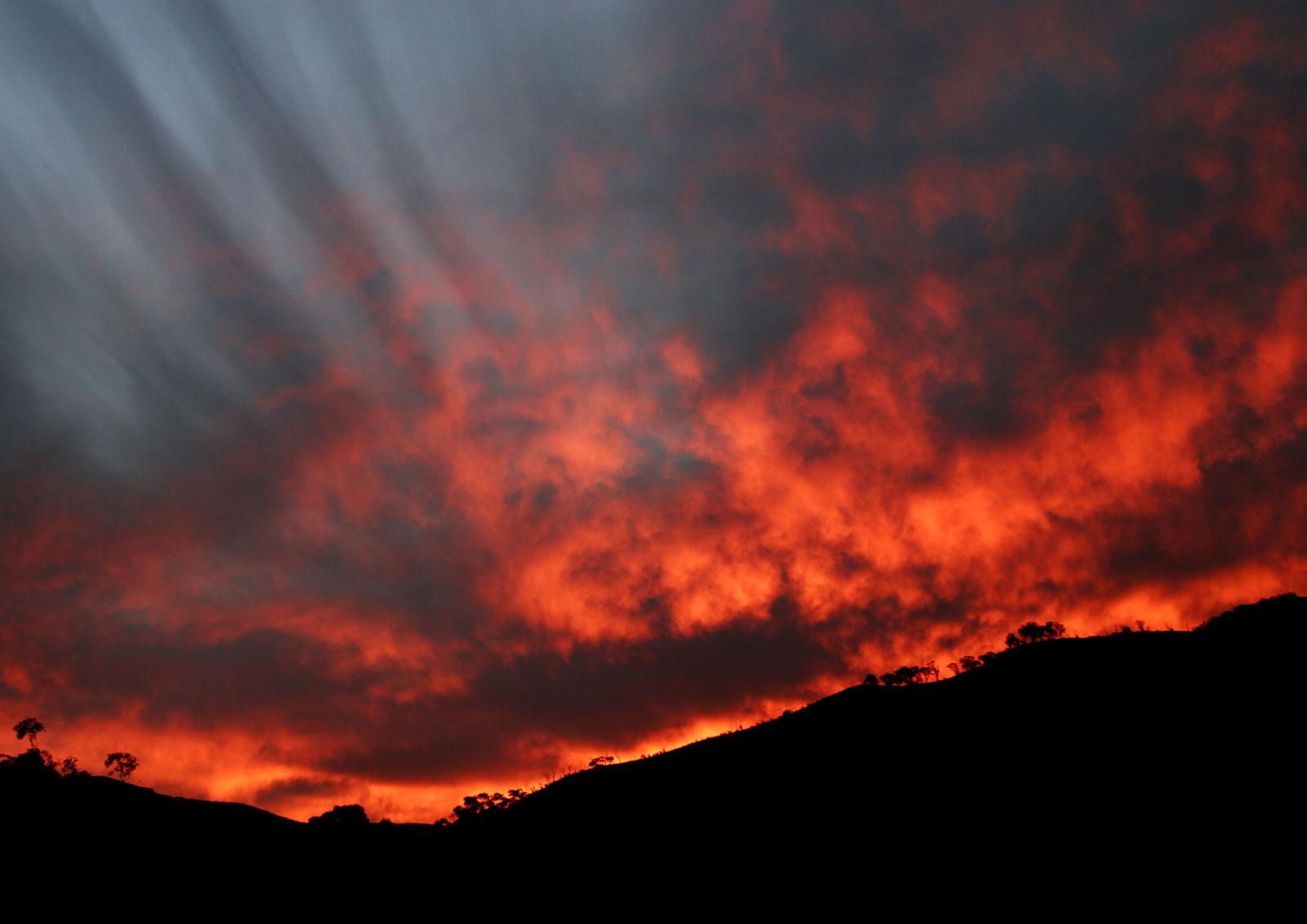
비상한 구름 속의 해넘이
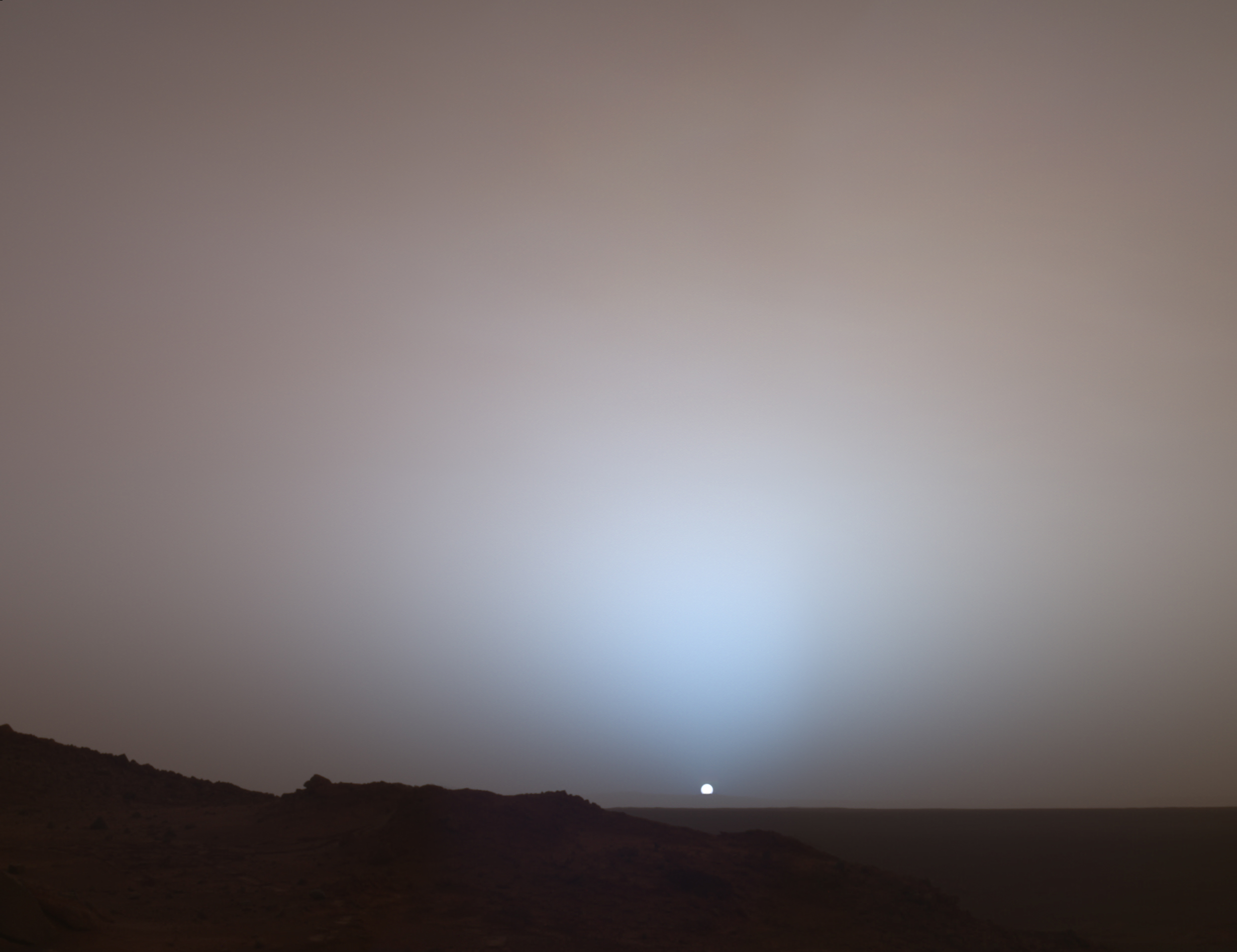
2005년 5월에 스피릿 로버가 찍은 화성의 해넘이
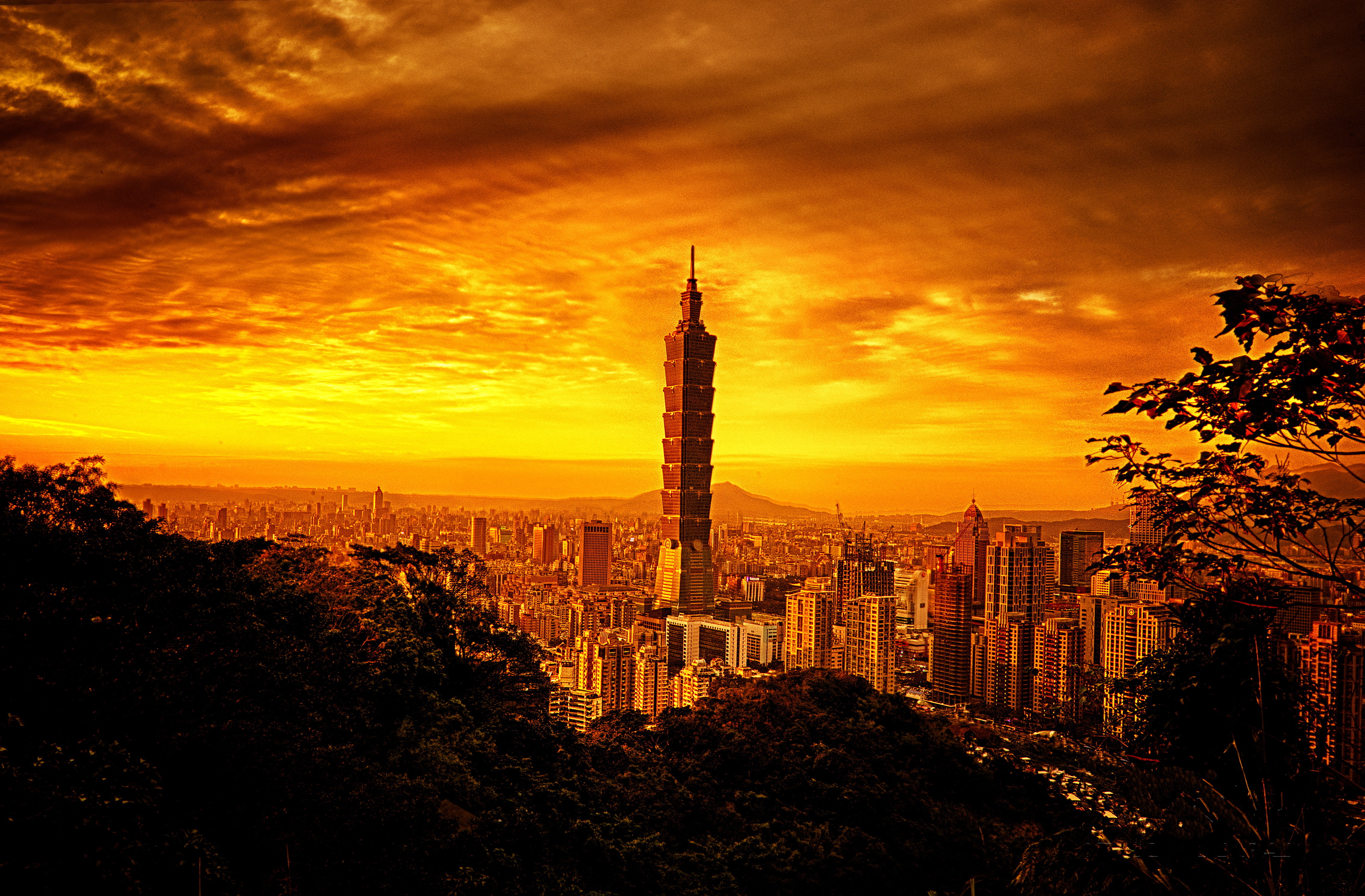
타이베이, 대만의 일몰보기

## 같이 보기
- 해돋이
- 황혼